# Paul Feierstein
Paul Feierstein (Niederkorn, 27 gennaio 1903 – Dudelange, 5 maggio 1963) è stato un calciatore lussemburghese, di ruolo centrocampista.

## Carriera
Ha partecipato alle Olimpiadi del 1924 e del 1928.